# Stile cosmatesco

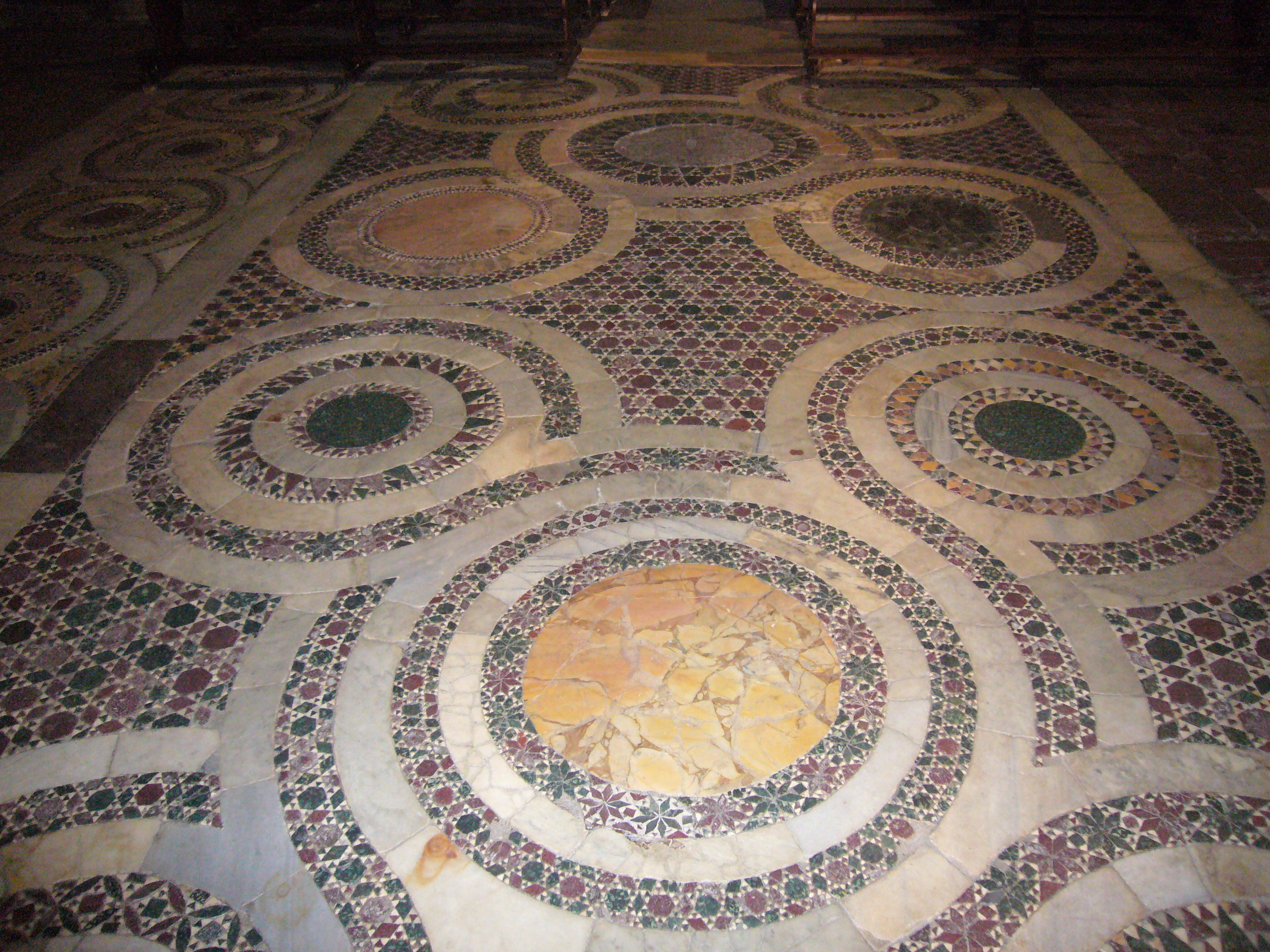
Roma, pavimento cosmatesco di san Benedetto in Piscinula.

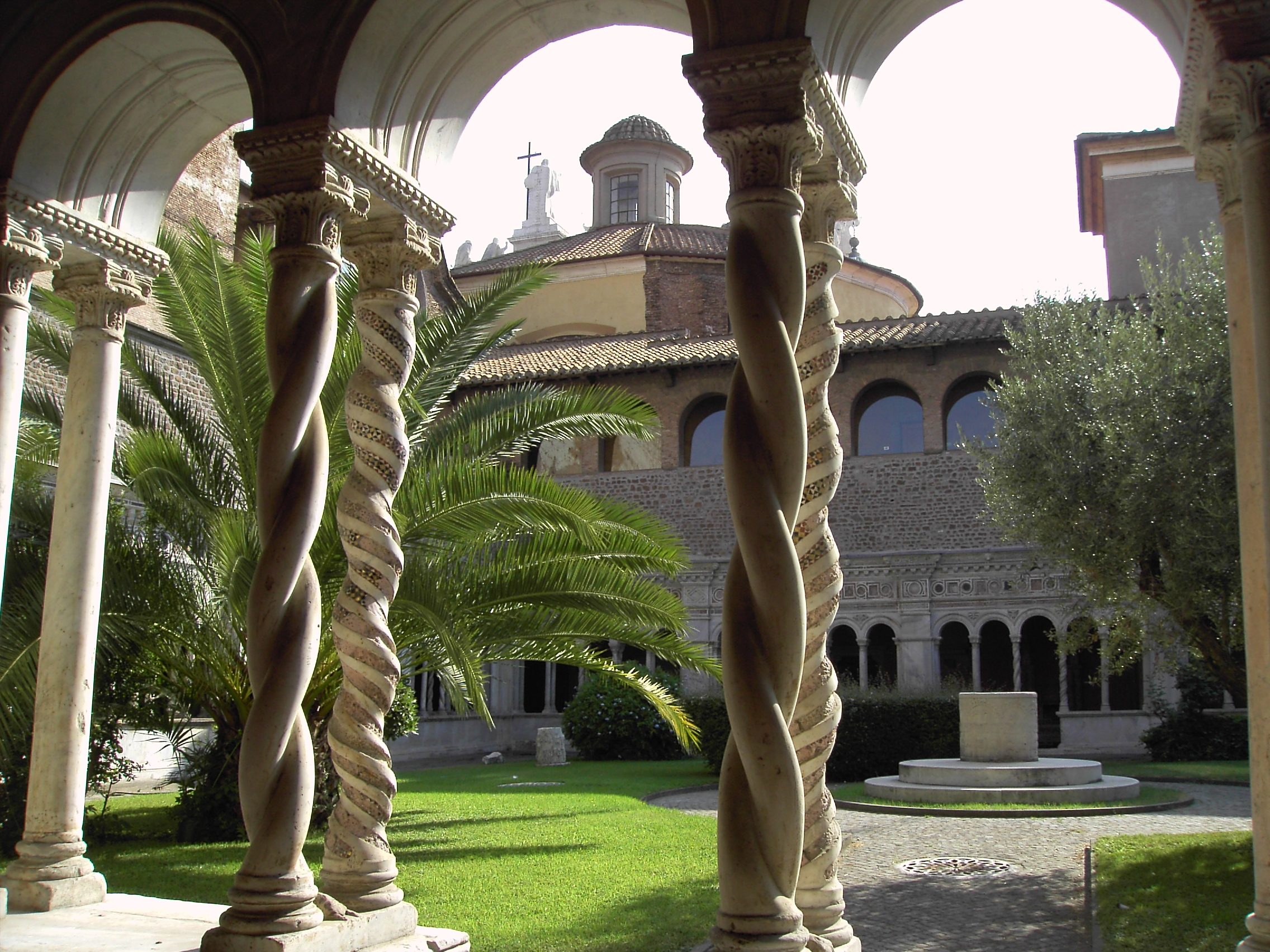
Il Chiostro lateranense.

Lo stile cosmatesco è una definizione usata nella storia dell'arte e in architettura relativamente a un tipo di ornamentazione architettonica caratteristica dei marmorari attivi a Roma del XII e XIII secolo, forse reinterpretando l'opus alexandrinum bizantino, consistente nell'abbellire pavimenti, cibori e chiostri mediante tarsie marmoree policrome di forme svariate e fantasiose.
Nel corso del XIX secolo questa decorazione a mosaico fu chiamata "cosmatesca" perché usata dalla famiglia dei Cosmati, così detti dal nome di un membro, Cosma figlio di Jacopo di Lorenzo.

## Descrizione
Lo stile cosmatesco fiorì a Roma durante il XII e il XIII secolo. L'opera del Cosmati è peculiare in quanto consiste nell'uso di mosaico di vetro in combinazione con il marmo. A volte è intarsiato sugli architravi di porte in marmo bianco, sui fregi dei chiostri, sulle scanalature delle colonne e sui monumenti sepolcrali. A volte, incornicia pannelli, di porfido o di altri marmi, su pulpiti, sedie episcopali, schermi, ecc., oppure è esso stesso utilizzato come pannello. I colori sono sempre brillanti e sono presenti tessere d'oro diffusamente. 
Mentre è più frequente a Roma che altrove in Italia, il suo uso non è limitato a quella città. 
Non è ancora stato determinato con precisione quale possa essere il suo legame con l'arte meridionale della Sicilia, essendo già presente a Palermo nella Cappella Palatina e nella chiesa di San Cataldo in epoca anteriore.
Lo stile cosmatesco, a rigore, deve essere riferito alle tipiche ornamentazioni realizzate dagli artisti marmorari romani, sia della famiglia dei Cosmati, che delle altre famiglie coeve, come quella dei Vassalletto, dei Mellini, di magister Paulus o di Rainerius.
Si tratta del ricorso, per quanto concerne i lavori decorativi degli arredi liturgici e dei pavimenti, alle tecniche dell'opus tessellatum (in tessere di paste vitree nel primo caso e in tessere lapidee nel secondo caso); ma lo stesso stile si rinviene anche nella cosiddetta microarchitettura, all'interno della quale rientrano quei lavori di grande importanza come i chiostri cosmateschi. Ne sono esempi eccellenti quelli del Monastero di Santa Scolastica, a Subiaco, o quelli delle basiliche romane di San Paolo fuori le Mura, di San Giovanni in Laterano e della Basilica dei Santi Quattro Coronati.

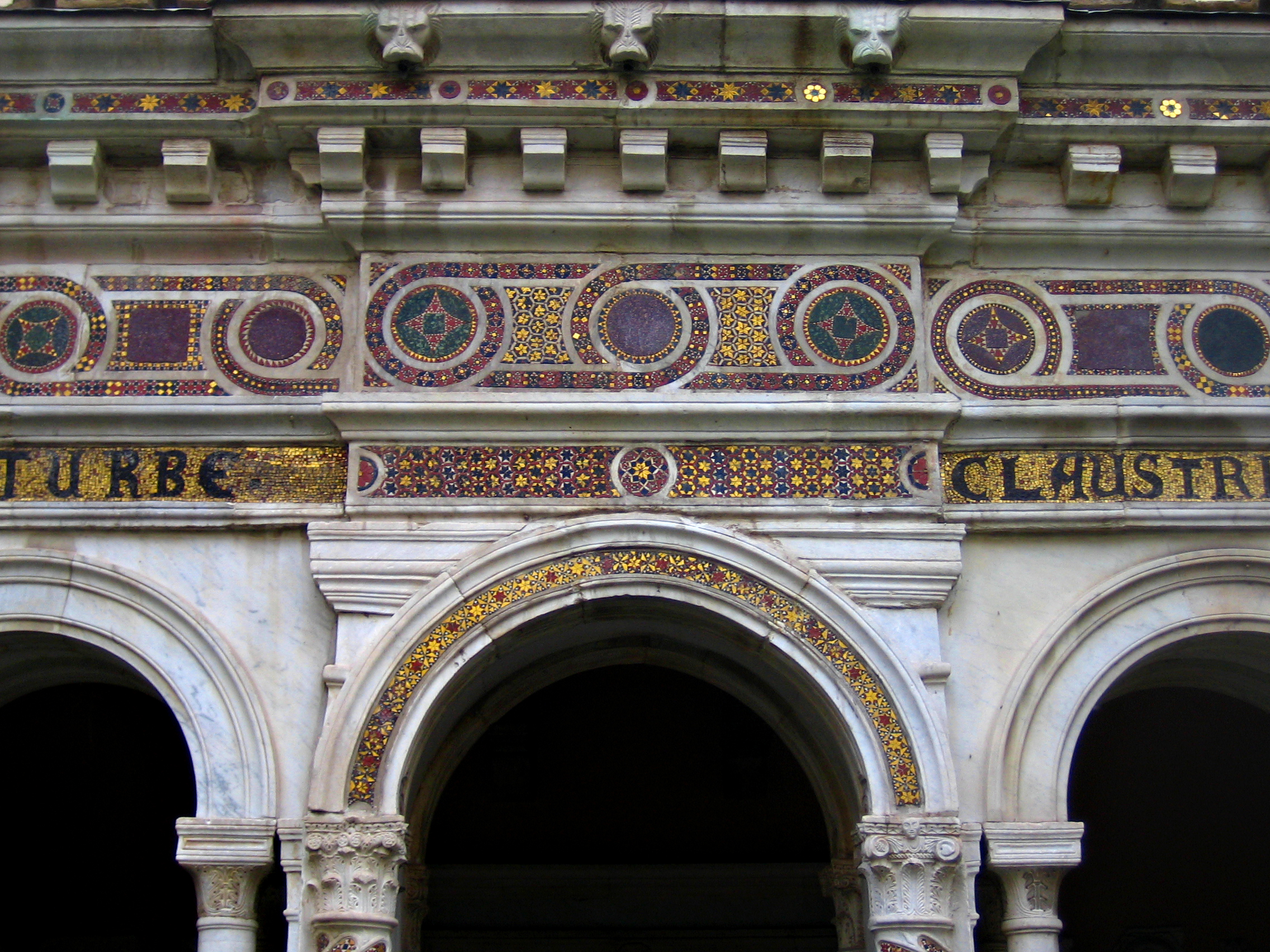
Decorazione Cosmatesca nel chiostro di San Paolo fuori le Mura, Roma.
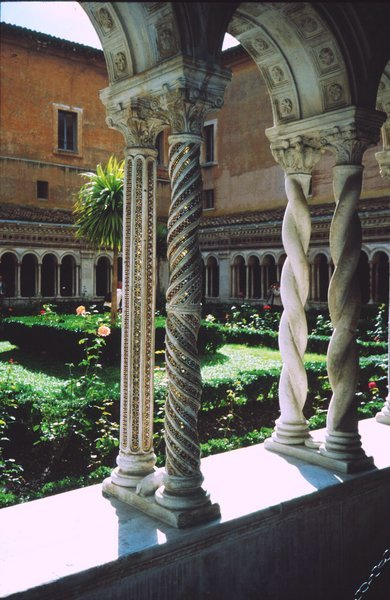
Colonne decorate in stile Cosmatesco nel chiostro della basilica di San Paolo fuori le Mura, Roma.
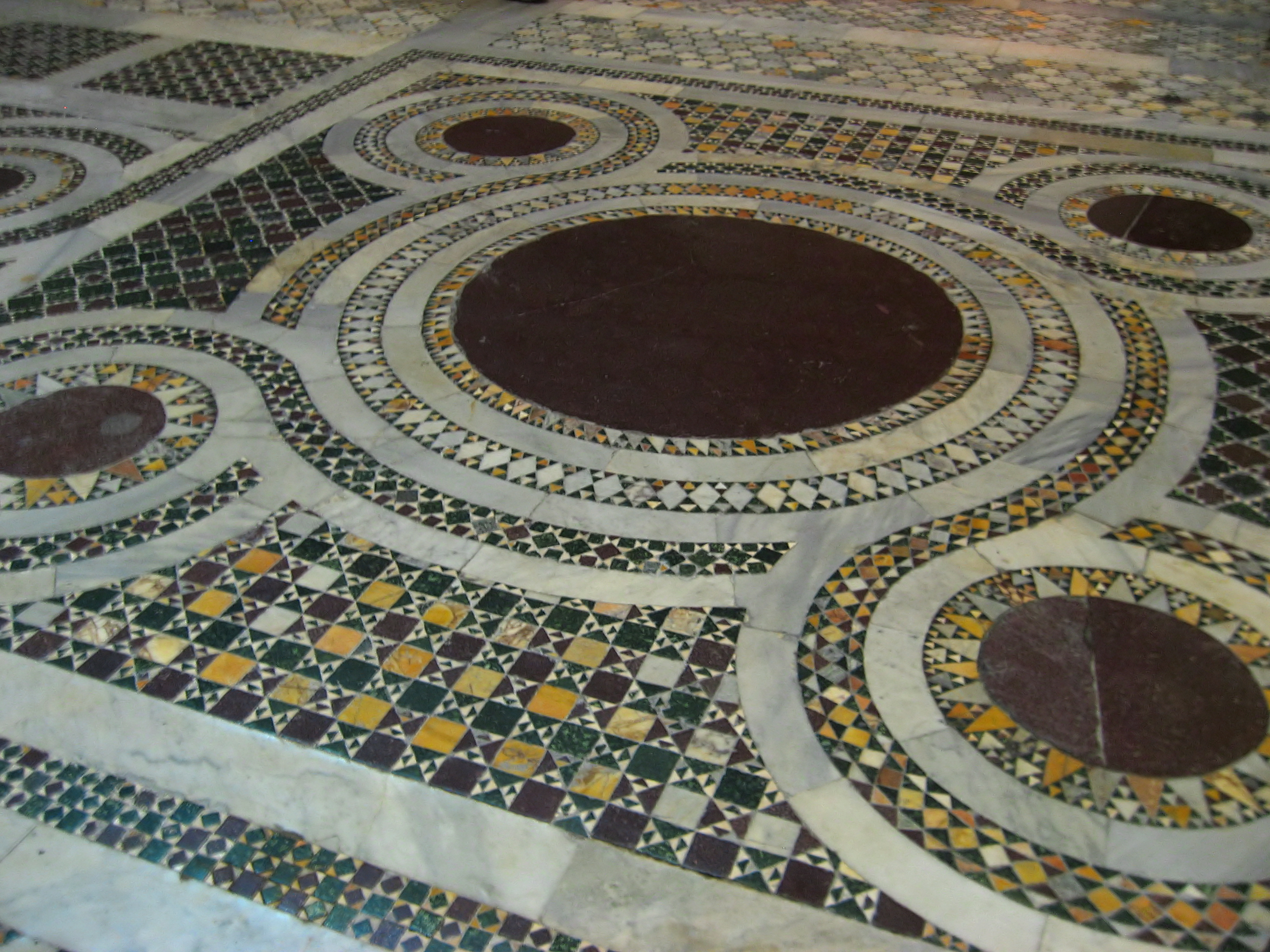
Dettaglio del pavimento di Santa Croce in Gerusalemme, Roma.
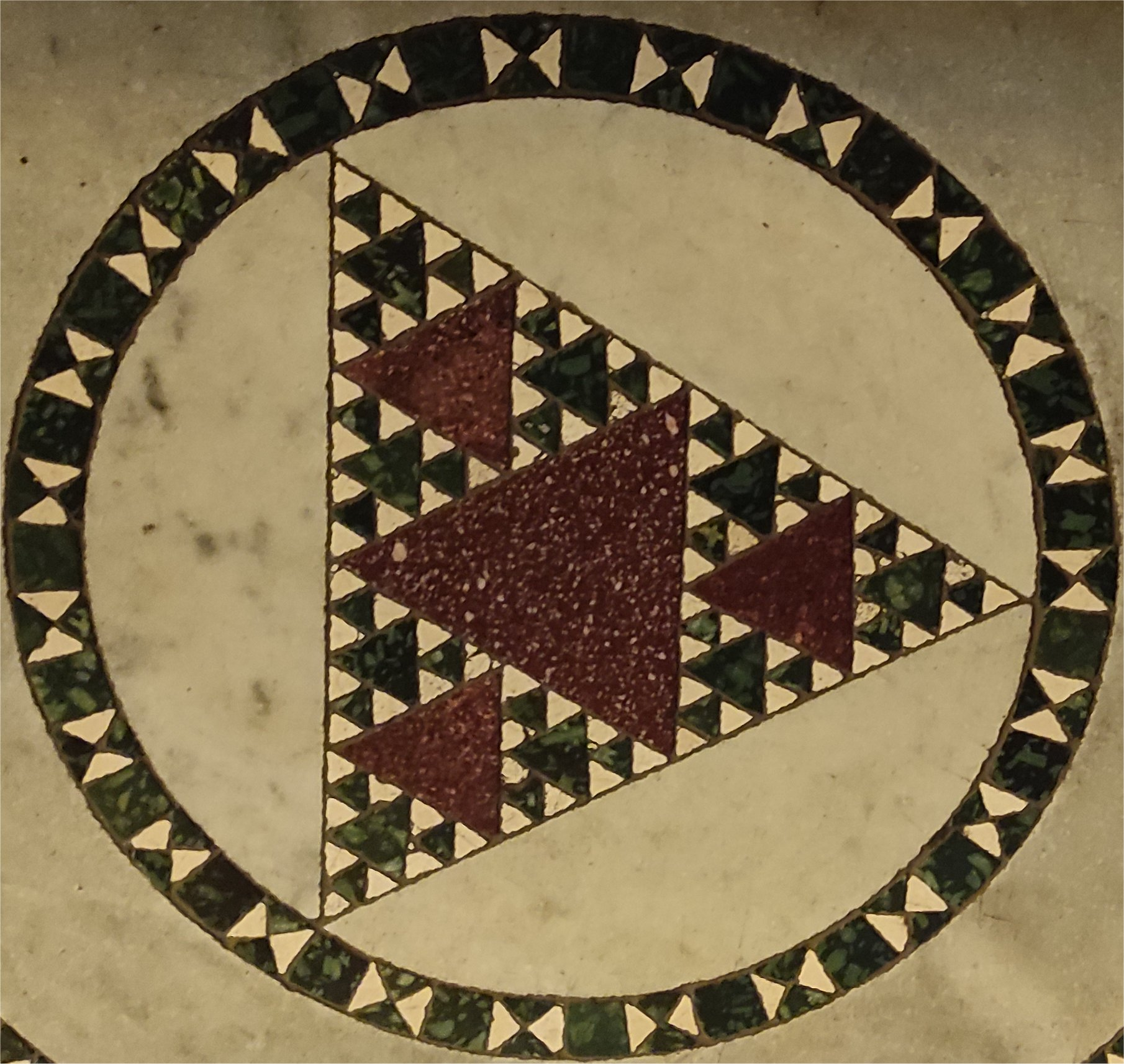
Anticipazione del triangolo di Sierpinski nella Basilica di Santa Maria in Trastevere, Roma

## Storia
Secondo la Catholic Encyclopedia del 1908, questo stile di mosaico ornamentale intarsiato fu «introdotto nell’arte decorativa dell'Europa nel corso del XII secolo da un marmista di nome Laurentius [noto anche come "Lorenzo Cosmati"], originario di Anagni, una cittadina collinare a sessanta chilometri a est-sud-est da Roma. Laurentius imparò la sua arte da maestri greci e seguì il loro metodo di lavoro per un po’, ma all'inizio della sua carriera sviluppò uno stile originale. Liberandosi dalle tradizioni e dalle influenze bizantine, lo stile di Laurentius si trasformò in un mosaico architettonico decorativo, vigoroso nei colori e nel design, che ha impiegato insieme a superfici di marmo semplici o scolpite.
Di regola usava marmi bianchi o di colore chiaro per i suoi sfondi; questi li intarsiava con quadrati, parallelogrammi e cerchi di marmo più scuro, porfido o serpentino, circondandoli con nastri di mosaico composti da tessere di vetro colorato e oro. Queste arlecchine le separò le une dalle altre con modanature di marmo, intagli e fasce piatte e le arricchì ulteriormente di mosaico: i suoi primi lavori registrati furono eseguiti per una chiesa a Fabieri nel 1190, e il primo esempio esistente si può vedere nella chiesa di Ara Coeli a Roma, consistente di amboni per l'epistola e per il vangelo, una sedia, uno schermo e un pavimento».
«In gran parte della sua opera lo assistette suo figlio Jacobus, non solo uno scultore e un mosaicista, ma anche un architetto di abilità, come testimoniano le modifiche architettoniche da lui eseguite nel duomo di Civita Castellana, prefigurazione del Rinascimento, opera alla quale hanno preso parte altri membri della sua famiglia, tutti seguaci del mestiere per quattro generazioni. Quelli che hanno raggiunto la fama nella loro arte sono chiamati nel seguente epitome genealogico: Laurentius (1140-1210); Jacobus (1165-1234); Luca (1221-1240); Jacobus (1213-1293); Deodatus (1225-1294); Johannes (1231-1303)».
Sebbene i Cosmati della Roma del XII secolo siano gli artigiani eponimi di questo stile, non sembrano essere stati i primi a sviluppare l'arte. Uno stile simile può essere visto sul pavimento dell'abbazia benedettina di Monte Cassino (1066-1071), costruita con manodopera proveniente da Costantinopoli, è quindi possibile che lo stile geometrico fosse fortemente influenzato di mosaici pavimentali bizantini. Tuttavia, anche se il disegno è riconducibile, la tecnica per ottenerlo è distinta perché i pavimenti Cosmati sono realizzati con pezzi di pietra in varie forme e dimensioni il cosiddetto opus alexandrinum, una proprietà abbastanza diversa dagli opus tessellatum mosaici in cui i motivi sono realizzati da piccole unità che hanno tutte le stesse dimensioni e forma oppure dall'opus sectile destinato a creare rappresentazioni con pezzi di marmi multicolori ritagliati e disposti allo scopo. Le pietre utilizzate dagli artisti Cosmati erano spesso materiale di recupero (cfr. Upcycling) dalle rovine di antichi edifici romani, i grandi tondi erano le sezioni trasversali accuratamente tagliate di colonne romane.

## Metonimia
Il termine "stile cosmatesco" può essere considerato, forse impropriamente, una estensione della definizione di "architettura cosmatesca" coniata dallo studioso Camillo Boito nell'omonimo articolo pubblicato nel 1860. A rigore, quindi, rientrerebbero nello "stile cosmatesco", anche lavori architettonici di grande respiro realizzati dai marmorari romani, come il campanile del duomo di Gaeta di Nicola d'Angelo, che non rientra però direttamente nella genealogia della famiglia dei Cosmati veri e propri, cioè della famiglia di marmorari romani iniziata con Tebaldo e proseguita dai discendenti Lorenzo, Iacopo, Cosma, ecc.
L'uso improprio del termine ricorre spesso ancora oggi, tra i non addetti ai lavori, quando si parla di pavimenti o di decorazioni "cosmatesche" per le quali i veri Cosmati romani nulla hanno a che fare: per metonimia, si designa così la maggior parte delle opere, nello stesso stile, eseguite da artisti meridionali di influenza siculo-campana con caratteri diversi, soprattutto negli sviluppi delle componenti locali e di derivazione arabo-islamica.

### Generalizzazione geografica
Il riferimento allo "stile cosmatesco" viene utilizzato in modo generico, piuttosto che riferirsi all'opus alexandrinum, sia quando si parla delle opere pavimentali e decorative delle basiliche romane dove lavorarono in massima parte i veri Cosmati, sia quando ci si riferisce alle opere musive del meridione d'Italia per le quali i Cosmati non hanno meriti, se non forse quello indiretto di essere emulati da artisti per i quali essi costituirono un modello di riferimento, sebbene del classicismo romano, ma imprescindibile, data la fama che i marmorari romani avevamo raggiunto tra l'XII e il XIII secolo.
Lo stile cosmatesco, quindi, dovrebbe essere riferito esclusivamente alle opere dei Cosmati della famiglia di Lorenzo di Tebaldo e sarebbe già una generalizzazione se venisse riferito anche alle famiglie di marmorari romani coeve dei Cosmati. Erroneo, perciò, sarebbe parlare di stile cosmatesco riferendosi alle opere architettoniche e decorative musive degli artisti che operarono al di fuori dell'ambito dei marmorari romani in generale, e nello specifico della famiglia dei Cosmati.